# Sphingonotus turcicus
Sphingonotus turcicus is een rechtvleugelig insect uit de familie veldsprinkhanen (Acrididae). De wetenschappelijke naam van deze soort is voor het eerst geldig gepubliceerd in 1930 door Boris Petrovich Uvarov.